# Francheville, Eure
 Francheville  là một xã thuộc tỉnh Eure trong vùng Normandie miền bắc nước Pháp.